# 夢翔る人/色情男女
『夢翔る人/色情男女』（ゆめかけるひと しきじょうだんじょ、原題：色情男女、英題：Viva Erotica）は1996年公開の香港映画。

## 概要
レスリー・チャン主演の業界モノ（特に映画の内幕モノ）のコメディ映画であり、ピンク映画業界が舞台ということで、同時期に公開になったポルノ業界の表と裏を描いた『ブギーナイツ』とも比較された。映画の目線はティム・バートン監督の『エド・ウッド』が近く、世間で低く見られがちな映画を作っている人々をユーモアを絡めて愛すべき人々として描いている。その他にフェリーニ監督の『8 1/2』（『NINE』の原作）や、トリュフォーの『アメリカの夜』など、悩める監督の姿を描いた多くのコメディ映画があるが、この映画のようにピンク映画のジャンルの裏側を描いた映画は多くない。
なお、主演のレスリー・チャンは、それまで出演した作品の中でこの映画が一番好きな映画として挙げている。

## あらすじ
ココ最近ヒット作を出せずにいる映画監督のシン（レスリー）は、婦人警官の恋人メイ（カレン・モク）と同棲中。ある日、シンのところにプロデューサーのチャン（ロー・ガーイン）から脚本が売れた知らせが入る。メイと喜びを交わすのも束の間で、何とシンはポルノまがいの映画を撮ることになってしまい、芸術志向のシンは悩む。しかも女優のモニク（スー・チー）はわがままときている。シンのすったもんだの波乱の映画製作の幕開けになるが……。

## キャスト
- レスリー・チャン：シン（吹替：古澤徹）
- カレン・モク：メイ（吹替：沢海陽子）
- スー・チー：モニク（吹替：雨蘭咲木子）
- ロー・カーイン：プロデューサーのチャン（吹替：荒川太郎）
- アンソニー・ウォン：シンのライバルの監督
- ラウ・チンワン：イー監督

## スタッフ
- 監督：イー・トンシン
- 製作：キャサリン・ハン
- 脚本：イー・トンシン、ロー・チーリョン、ボスコー・ラム
- 撮影：ジングル・マ
- 音楽：クラレンス・ホイ

## 受賞
- 香港電影金像奨最優秀助演女優賞と最優秀新人賞をダブル受賞（スー・チー）。
- 1996年度香港映画監督協会選出優秀映画 香港映画監督協会が選出する1996年度の3本の推薦映画に選ばれる。

## 関連映画
- エド・ウッド
- ブギーナイツ
- アメリカの夜
- イルマ・ヴェップ
- 8 1/2
- 君が、嘘をついた。
- NINE